# Achelous

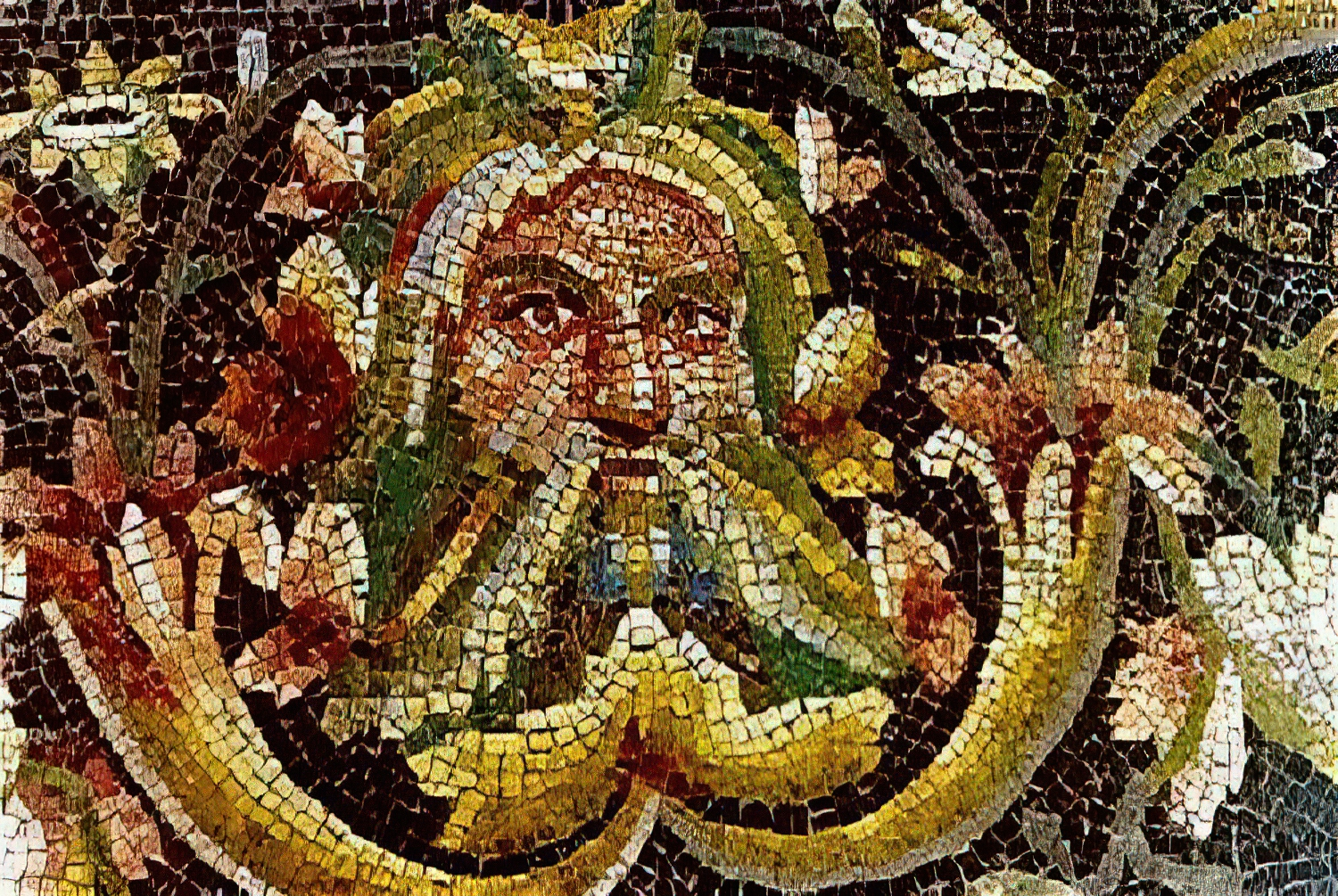
Achelous, reprezentat pe un mozaic din fostul oraș roman Zeugma

Achelous  sau Ahelou este zeul apei cu același nume. Era fiul lui Oceanus și al lui Tethys și cel mai mare dintre alți trei mii de frați-râuri. Era, de asemenea, considerat părintele sirenelor. Achelous a intrat în ciclul lui Heracles: metamorfozându-se în taur, a luptat cu eroul pentru mâna Deianirei, fiica lui Oeneus. A fost însă învins de Heracles, care i-a rupt, în luptă, un corn. După unele versiuni, acest corn a fost transformat mai târziu de către naiade în Cornul Abundenței. Tot de figura lui Achelous este legată și existența insulelor Echinade, situate în Marea Ionică. Legenda spune că patru nimfe aduceau sacrificii zeilor pe malul râului Achelous. Uitând să-l invoce și pe zeul râului, acesta le-a metamorfozat în insule. 